# Ligue des champions de l'AFC 2004
Navigation
Édition précédente Édition suivante
La Ligue des champions de l'AFC 2004 est la 23e édition de la Ligue des champions de l'AFC et la seconde édition sous la dénomination Ligue des champions de l'AFC. Le club vainqueur de la compétition est désigné champion d'Asie 2004.
C'est le club saoudien d'Al Ittihad qui remporte la compétition après avoir battu la formation sud-coréenne de Seongnam Ilhwa Chunma en finale. L'attaquant sud-coréen de Seongnam Kim Do-hoon est sacré meilleur buteur avec neuf réalisations.

## Participants
| Quarts de finale | Quarts de finale | Quarts de finale | Quarts de finale | Quarts de finale | Quarts de finale | Quarts de finale | Quarts de finale | Quarts de finale | Quarts de finale | Quarts de finale | Quarts de finale | Quarts de finale | Quarts de finale | Quarts de finale | Quarts de finale |
| --- | --- | --- | --- | --- | --- | --- | --- | --- | --- | --- | --- | --- | --- | --- | --- |
| - Al Ain Club - Tenant du titre | | | | | | | | | | | | | | | |
| Phase de groupes | | | | | | | | | | | | | | | |
| Asie de l'Ouest | Asie de l'Ouest | Asie de l'Ouest | Asie de l'Ouest | Asie de l'Ouest | Asie de l'Ouest | Asie de l'Ouest | Asie de l'Ouest | Asie de l'Est | Asie de l'Est | Asie de l'Est | Asie de l'Est | Asie de l'Est | Asie de l'Est | Asie de l'Est | Asie de l'Est |
| - Sepahan Ispahan - Champion d'Iran 2002-2003 - Zob Ahan FC - Vainqueur de la Coupe d'Iran 2003 - Al Qowa Al Jawia Bagdad - Al Shorta Bagdad - Qadsia Sporting Club - Champion du Koweït 2003 - Al Arabi Koweit - Vice-champion du Koweït 2003 - Qatar SC - Champion du Qatar 2002-2003 - Sadd Sports Club - Vainqueur de la Coupe du Qatar 2003 - Al Ittihad - Champion d'Arabie saoudite 2002-2003 - Al-Hilal FC - Vainqueur de la Coupe d'Arabie saoudite 2003 - Riffa Club - Champion du Bahreïn 2003 - Al-Ahly Club - Vainqueur de la Coupe de Bahreïn 2003 - Al Ain Club - Tenant du titre et champion des Émirats arabes unis 2002-2003 - Sharjah SC - Vainqueur de la Coupe des Émirats arabes unis 2003 - Al-Wahda Club - Vice-champion des Émirats arabes unis 2002-2003 - Pakhtakor Tachkent - Champion d'Ouzbékistan 2003 - Neftchi Ferghana - Vice-champion d'Ouzbékistan 2003 | - Sepahan Ispahan - Champion d'Iran 2002-2003 - Zob Ahan FC - Vainqueur de la Coupe d'Iran 2003 - Al Qowa Al Jawia Bagdad - Al Shorta Bagdad - Qadsia Sporting Club - Champion du Koweït 2003 - Al Arabi Koweit - Vice-champion du Koweït 2003 - Qatar SC - Champion du Qatar 2002-2003 - Sadd Sports Club - Vainqueur de la Coupe du Qatar 2003 - Al Ittihad - Champion d'Arabie saoudite 2002-2003 - Al-Hilal FC - Vainqueur de la Coupe d'Arabie saoudite 2003 - Riffa Club - Champion du Bahreïn 2003 - Al-Ahly Club - Vainqueur de la Coupe de Bahreïn 2003 - Al Ain Club - Tenant du titre et champion des Émirats arabes unis 2002-2003 - Sharjah SC - Vainqueur de la Coupe des Émirats arabes unis 2003 - Al-Wahda Club - Vice-champion des Émirats arabes unis 2002-2003 - Pakhtakor Tachkent - Champion d'Ouzbékistan 2003 - Neftchi Ferghana - Vice-champion d'Ouzbékistan 2003 | - Sepahan Ispahan - Champion d'Iran 2002-2003 - Zob Ahan FC - Vainqueur de la Coupe d'Iran 2003 - Al Qowa Al Jawia Bagdad - Al Shorta Bagdad - Qadsia Sporting Club - Champion du Koweït 2003 - Al Arabi Koweit - Vice-champion du Koweït 2003 - Qatar SC - Champion du Qatar 2002-2003 - Sadd Sports Club - Vainqueur de la Coupe du Qatar 2003 - Al Ittihad - Champion d'Arabie saoudite 2002-2003 - Al-Hilal FC - Vainqueur de la Coupe d'Arabie saoudite 2003 - Riffa Club - Champion du Bahreïn 2003 - Al-Ahly Club - Vainqueur de la Coupe de Bahreïn 2003 - Al Ain Club - Tenant du titre et champion des Émirats arabes unis 2002-2003 - Sharjah SC - Vainqueur de la Coupe des Émirats arabes unis 2003 - Al-Wahda Club - Vice-champion des Émirats arabes unis 2002-2003 - Pakhtakor Tachkent - Champion d'Ouzbékistan 2003 - Neftchi Ferghana - Vice-champion d'Ouzbékistan 2003 | - Sepahan Ispahan - Champion d'Iran 2002-2003 - Zob Ahan FC - Vainqueur de la Coupe d'Iran 2003 - Al Qowa Al Jawia Bagdad - Al Shorta Bagdad - Qadsia Sporting Club - Champion du Koweït 2003 - Al Arabi Koweit - Vice-champion du Koweït 2003 - Qatar SC - Champion du Qatar 2002-2003 - Sadd Sports Club - Vainqueur de la Coupe du Qatar 2003 - Al Ittihad - Champion d'Arabie saoudite 2002-2003 - Al-Hilal FC - Vainqueur de la Coupe d'Arabie saoudite 2003 - Riffa Club - Champion du Bahreïn 2003 - Al-Ahly Club - Vainqueur de la Coupe de Bahreïn 2003 - Al Ain Club - Tenant du titre et champion des Émirats arabes unis 2002-2003 - Sharjah SC - Vainqueur de la Coupe des Émirats arabes unis 2003 - Al-Wahda Club - Vice-champion des Émirats arabes unis 2002-2003 - Pakhtakor Tachkent - Champion d'Ouzbékistan 2003 - Neftchi Ferghana - Vice-champion d'Ouzbékistan 2003 | - Sepahan Ispahan - Champion d'Iran 2002-2003 - Zob Ahan FC - Vainqueur de la Coupe d'Iran 2003 - Al Qowa Al Jawia Bagdad - Al Shorta Bagdad - Qadsia Sporting Club - Champion du Koweït 2003 - Al Arabi Koweit - Vice-champion du Koweït 2003 - Qatar SC - Champion du Qatar 2002-2003 - Sadd Sports Club - Vainqueur de la Coupe du Qatar 2003 - Al Ittihad - Champion d'Arabie saoudite 2002-2003 - Al-Hilal FC - Vainqueur de la Coupe d'Arabie saoudite 2003 - Riffa Club - Champion du Bahreïn 2003 - Al-Ahly Club - Vainqueur de la Coupe de Bahreïn 2003 - Al Ain Club - Tenant du titre et champion des Émirats arabes unis 2002-2003 - Sharjah SC - Vainqueur de la Coupe des Émirats arabes unis 2003 - Al-Wahda Club - Vice-champion des Émirats arabes unis 2002-2003 - Pakhtakor Tachkent - Champion d'Ouzbékistan 2003 - Neftchi Ferghana - Vice-champion d'Ouzbékistan 2003 | - Sepahan Ispahan - Champion d'Iran 2002-2003 - Zob Ahan FC - Vainqueur de la Coupe d'Iran 2003 - Al Qowa Al Jawia Bagdad - Al Shorta Bagdad - Qadsia Sporting Club - Champion du Koweït 2003 - Al Arabi Koweit - Vice-champion du Koweït 2003 - Qatar SC - Champion du Qatar 2002-2003 - Sadd Sports Club - Vainqueur de la Coupe du Qatar 2003 - Al Ittihad - Champion d'Arabie saoudite 2002-2003 - Al-Hilal FC - Vainqueur de la Coupe d'Arabie saoudite 2003 - Riffa Club - Champion du Bahreïn 2003 - Al-Ahly Club - Vainqueur de la Coupe de Bahreïn 2003 - Al Ain Club - Tenant du titre et champion des Émirats arabes unis 2002-2003 - Sharjah SC - Vainqueur de la Coupe des Émirats arabes unis 2003 - Al-Wahda Club - Vice-champion des Émirats arabes unis 2002-2003 - Pakhtakor Tachkent - Champion d'Ouzbékistan 2003 - Neftchi Ferghana - Vice-champion d'Ouzbékistan 2003 | - Sepahan Ispahan - Champion d'Iran 2002-2003 - Zob Ahan FC - Vainqueur de la Coupe d'Iran 2003 - Al Qowa Al Jawia Bagdad - Al Shorta Bagdad - Qadsia Sporting Club - Champion du Koweït 2003 - Al Arabi Koweit - Vice-champion du Koweït 2003 - Qatar SC - Champion du Qatar 2002-2003 - Sadd Sports Club - Vainqueur de la Coupe du Qatar 2003 - Al Ittihad - Champion d'Arabie saoudite 2002-2003 - Al-Hilal FC - Vainqueur de la Coupe d'Arabie saoudite 2003 - Riffa Club - Champion du Bahreïn 2003 - Al-Ahly Club - Vainqueur de la Coupe de Bahreïn 2003 - Al Ain Club - Tenant du titre et champion des Émirats arabes unis 2002-2003 - Sharjah SC - Vainqueur de la Coupe des Émirats arabes unis 2003 - Al-Wahda Club - Vice-champion des Émirats arabes unis 2002-2003 - Pakhtakor Tachkent - Champion d'Ouzbékistan 2003 - Neftchi Ferghana - Vice-champion d'Ouzbékistan 2003 | - Sepahan Ispahan - Champion d'Iran 2002-2003 - Zob Ahan FC - Vainqueur de la Coupe d'Iran 2003 - Al Qowa Al Jawia Bagdad - Al Shorta Bagdad - Qadsia Sporting Club - Champion du Koweït 2003 - Al Arabi Koweit - Vice-champion du Koweït 2003 - Qatar SC - Champion du Qatar 2002-2003 - Sadd Sports Club - Vainqueur de la Coupe du Qatar 2003 - Al Ittihad - Champion d'Arabie saoudite 2002-2003 - Al-Hilal FC - Vainqueur de la Coupe d'Arabie saoudite 2003 - Riffa Club - Champion du Bahreïn 2003 - Al-Ahly Club - Vainqueur de la Coupe de Bahreïn 2003 - Al Ain Club - Tenant du titre et champion des Émirats arabes unis 2002-2003 - Sharjah SC - Vainqueur de la Coupe des Émirats arabes unis 2003 - Al-Wahda Club - Vice-champion des Émirats arabes unis 2002-2003 - Pakhtakor Tachkent - Champion d'Ouzbékistan 2003 - Neftchi Ferghana - Vice-champion d'Ouzbékistan 2003 | - Shanghai Shenhua - Champion de Chine 2003 - Dalian Shide - Champion de Chine 2002 - Yokohama Marinos - Champion du Japon 2003 - Júbilo Iwata - Vainqueur de la Coupe de l'Empereur 2003 - Seongnam Ilhwa Chunma - Champion de Corée du Sud 2003 - Jeonbuk Hyundai Motors - Vainqueur de la Coupe de Corée du Sud 2003 - Persik Kediri - Champion d'Indonésie 2003 - PSM Makassar - Vice-champion d'Indonésie 2003 - Krung Thai Bank FC - Champion de Thaïlande 2003 - BEC Tero Sasana - Vice-champion de Thaïlande 2003 - Hoang Anh Gia Lai - Champion du Viêt Nam 2003 - Pisico Binh Dinh - Finaliste de la Coupe du Viêt Nam 2003 | - Shanghai Shenhua - Champion de Chine 2003 - Dalian Shide - Champion de Chine 2002 - Yokohama Marinos - Champion du Japon 2003 - Júbilo Iwata - Vainqueur de la Coupe de l'Empereur 2003 - Seongnam Ilhwa Chunma - Champion de Corée du Sud 2003 - Jeonbuk Hyundai Motors - Vainqueur de la Coupe de Corée du Sud 2003 - Persik Kediri - Champion d'Indonésie 2003 - PSM Makassar - Vice-champion d'Indonésie 2003 - Krung Thai Bank FC - Champion de Thaïlande 2003 - BEC Tero Sasana - Vice-champion de Thaïlande 2003 - Hoang Anh Gia Lai - Champion du Viêt Nam 2003 - Pisico Binh Dinh - Finaliste de la Coupe du Viêt Nam 2003 | - Shanghai Shenhua - Champion de Chine 2003 - Dalian Shide - Champion de Chine 2002 - Yokohama Marinos - Champion du Japon 2003 - Júbilo Iwata - Vainqueur de la Coupe de l'Empereur 2003 - Seongnam Ilhwa Chunma - Champion de Corée du Sud 2003 - Jeonbuk Hyundai Motors - Vainqueur de la Coupe de Corée du Sud 2003 - Persik Kediri - Champion d'Indonésie 2003 - PSM Makassar - Vice-champion d'Indonésie 2003 - Krung Thai Bank FC - Champion de Thaïlande 2003 - BEC Tero Sasana - Vice-champion de Thaïlande 2003 - Hoang Anh Gia Lai - Champion du Viêt Nam 2003 - Pisico Binh Dinh - Finaliste de la Coupe du Viêt Nam 2003 | - Shanghai Shenhua - Champion de Chine 2003 - Dalian Shide - Champion de Chine 2002 - Yokohama Marinos - Champion du Japon 2003 - Júbilo Iwata - Vainqueur de la Coupe de l'Empereur 2003 - Seongnam Ilhwa Chunma - Champion de Corée du Sud 2003 - Jeonbuk Hyundai Motors - Vainqueur de la Coupe de Corée du Sud 2003 - Persik Kediri - Champion d'Indonésie 2003 - PSM Makassar - Vice-champion d'Indonésie 2003 - Krung Thai Bank FC - Champion de Thaïlande 2003 - BEC Tero Sasana - Vice-champion de Thaïlande 2003 - Hoang Anh Gia Lai - Champion du Viêt Nam 2003 - Pisico Binh Dinh - Finaliste de la Coupe du Viêt Nam 2003 | - Shanghai Shenhua - Champion de Chine 2003 - Dalian Shide - Champion de Chine 2002 - Yokohama Marinos - Champion du Japon 2003 - Júbilo Iwata - Vainqueur de la Coupe de l'Empereur 2003 - Seongnam Ilhwa Chunma - Champion de Corée du Sud 2003 - Jeonbuk Hyundai Motors - Vainqueur de la Coupe de Corée du Sud 2003 - Persik Kediri - Champion d'Indonésie 2003 - PSM Makassar - Vice-champion d'Indonésie 2003 - Krung Thai Bank FC - Champion de Thaïlande 2003 - BEC Tero Sasana - Vice-champion de Thaïlande 2003 - Hoang Anh Gia Lai - Champion du Viêt Nam 2003 - Pisico Binh Dinh - Finaliste de la Coupe du Viêt Nam 2003 | - Shanghai Shenhua - Champion de Chine 2003 - Dalian Shide - Champion de Chine 2002 - Yokohama Marinos - Champion du Japon 2003 - Júbilo Iwata - Vainqueur de la Coupe de l'Empereur 2003 - Seongnam Ilhwa Chunma - Champion de Corée du Sud 2003 - Jeonbuk Hyundai Motors - Vainqueur de la Coupe de Corée du Sud 2003 - Persik Kediri - Champion d'Indonésie 2003 - PSM Makassar - Vice-champion d'Indonésie 2003 - Krung Thai Bank FC - Champion de Thaïlande 2003 - BEC Tero Sasana - Vice-champion de Thaïlande 2003 - Hoang Anh Gia Lai - Champion du Viêt Nam 2003 - Pisico Binh Dinh - Finaliste de la Coupe du Viêt Nam 2003 | - Shanghai Shenhua - Champion de Chine 2003 - Dalian Shide - Champion de Chine 2002 - Yokohama Marinos - Champion du Japon 2003 - Júbilo Iwata - Vainqueur de la Coupe de l'Empereur 2003 - Seongnam Ilhwa Chunma - Champion de Corée du Sud 2003 - Jeonbuk Hyundai Motors - Vainqueur de la Coupe de Corée du Sud 2003 - Persik Kediri - Champion d'Indonésie 2003 - PSM Makassar - Vice-champion d'Indonésie 2003 - Krung Thai Bank FC - Champion de Thaïlande 2003 - BEC Tero Sasana - Vice-champion de Thaïlande 2003 - Hoang Anh Gia Lai - Champion du Viêt Nam 2003 - Pisico Binh Dinh - Finaliste de la Coupe du Viêt Nam 2003 | - Shanghai Shenhua - Champion de Chine 2003 - Dalian Shide - Champion de Chine 2002 - Yokohama Marinos - Champion du Japon 2003 - Júbilo Iwata - Vainqueur de la Coupe de l'Empereur 2003 - Seongnam Ilhwa Chunma - Champion de Corée du Sud 2003 - Jeonbuk Hyundai Motors - Vainqueur de la Coupe de Corée du Sud 2003 - Persik Kediri - Champion d'Indonésie 2003 - PSM Makassar - Vice-champion d'Indonésie 2003 - Krung Thai Bank FC - Champion de Thaïlande 2003 - BEC Tero Sasana - Vice-champion de Thaïlande 2003 - Hoang Anh Gia Lai - Champion du Viêt Nam 2003 - Pisico Binh Dinh - Finaliste de la Coupe du Viêt Nam 2003 |

## Phase de groupes
Toutes les équipes participantes, à l'exception d'Al Ain Club qui est directement qualifié pour les quarts de finale, sont réparties dans sept groupes de 4 équipes. Les 16 clubs du Moyen-Orient et d'Asie centrale se retrouvent dans les groupes A, B, C et D. Les 12 équipes d'Asie de l'Est et d'Asie du Sud-Est sont dans les groupes E, F et G.
Les équipes terminant à la première place se qualifient pour les quarts de finale. Chaque groupe se déroule sur la base de matchs aller-retour. Les rencontres ont lieu entre le 10 février et le 26 mai 2004.

### Groupe A
| Rang | Équipe             | Pts | J | G | N | P | Bp | Bc | Diff |  | Résultats (▼ dom., ► ext.) |     |     |     |
| ---- | ------------------ | --- | - | - | - | - | -- | -- | ---- |  | -------------------------- | --- | --- | --- |
| 1    | Pakhtakor Tachkent | 7   | 4 | 2 | 1 | 1 | 3  | 1  | +2   |  | Pakhtakor Tachkent         |     | 2-0 | 1-0 |
| 2    | Zob Ahan FC        | 5   | 4 | 1 | 2 | 1 | 4  | 5  | -1   |  | Zob Ahan FC                | 1-0 |     | 3-3 |
| 3    | Qatar SC           | 3   | 4 | 0 | 3 | 1 | 3  | 4  | -1   |  | Qatar SC                   | 0-0 | 0-0 |     |
| 4    | Riffa Club forfait |     |   |   |   |   |    |    |      |  |                            |     |     |     |

- Le club du Bahrein, Riffa Club, reporte tout d'abord sa rencontre face à Pakhtakor Tachkent prévue le 6 avril au 27, puis une semaine avant la date prévue, annonce son retrait de la compétition, citant des raisons de sécurité. L'AFC sanctionne le club d'une suspension de deux saisons de toute compétition continentale.

### Groupe B
| Rang | Équipe                     | Pts | J | G | N | P | Bp | Bc | Diff |  | Résultats (▼ dom., ► ext.) |     |     |     |
| ---- | -------------------------- | --- | - | - | - | - | -- | -- | ---- |  | -------------------------- | --- | --- | --- |
| 1    | Al-Wahda Club              | 6   | 4 | 1 | 3 | 0 | 3  | 0  | +3   |  | Al-Wahda Club              |     | 0-0 | 3-0 |
| 2    | Sadd Sports Club           | 5   | 4 | 1 | 2 | 1 | 1  | 1  | 0    |  | Sadd Sports Club           | 0-0 |     | 1-0 |
| 3    | Al Qowa Al Jawia Bagdad    | 4   | 4 | 1 | 1 | 2 | 1  | 4  | -3   |  | Al Qowa Al Jawia Bagdad    | 0-0 | 1-0 |     |
| 4    | Qadsia Sporting Club exclu |     |   |   |   |   |    |    |      |  |                            |     |     |     |

- À la suite de la rencontre entre Qadsia Sporting Club et les Qataris de Sadd Sports Club, les visiteurs sont attaqués par le personnel de sécurité du club koweïtien. Le club est donc exclu de la compétition, ses résultats annulés et il est également banni de toute compétition de l'AFC durant trois saisons.

### Groupe C
| Rang | Équipe               | Pts | J | G | N | P | Bp | Bc | Diff |  | Résultats (▼ dom., ► ext.) |     |     |     |
| ---- | -------------------- | --- | - | - | - | - | -- | -- | ---- |  | -------------------------- | --- | --- | --- |
| 1    | Sharjah SC           | 10  | 4 | 3 | 1 | 0 | 10 | 4  | +6   |  | Sharjah SC                 |     | 5-2 | 2-0 |
| 2    | Al-Hilal FC          | 7   | 4 | 2 | 1 | 1 | 6  | 6  | 0    |  | Al-Hilal FC                | 2-0 |     | 0-0 |
| 3    | Al Shorta Bagdad     | 4   | 4 | 0 | 0 | 4 | 3  | 9  | -6   |  | Al Shorta Bagdad           | 2-3 | 1-2 |     |
| 4    | Al-Ahly Club abandon |     |   |   |   |   |    |    |      |  |                            |     |     |     |

- Le club du Bahrein, Al Ahly Manama, décide d'abandonner la compétition, à la suite de la décision de la fédération bahreïni de retenir sept joueurs du club (internationaux A et Olympiques) afin de préparer les éliminatoires de la Coupe du monde et des Jeux olympiques. Le club ne reçoit aucune sanction pour ce désistement.

### Groupe D
| Rang | Équipe           | Pts | J | G | N | P | Bp | Bc | Diff |  | Résultats (▼ dom., ► ext.) |     |     |     |     |
| ---- | ---------------- | --- | - | - | - | - | -- | -- | ---- |  | -------------------------- | --- | --- | --- | --- |
| 1    | Al Ittihad       | 13  | 6 | 4 | 1 | 1 | 14 | 4  | +10  |  | Al Ittihad                 |     | 4-0 | 2-0 | 3-1 |
| 2    | Sepahan Ispahan  | 13  | 6 | 4 | 1 | 1 | 15 | 10 | +5   |  | Sepahan Ispahan            | 3-2 |     | 3-1 | 4-0 |
| 3    | Al Arabi Koweit  | 8   | 6 | 2 | 2 | 2 | 8  | 10 | -2   |  | Al Arabi Koweit            | 0-0 | 2-2 |     | 3-2 |
| 4    | Neftchi Ferghana | 0   | 6 | 0 | 0 | 6 | 5  | 18 | -13  |  | Neftchi Ferghana           | 1-3 | 1-3 | 1-2 |     |

### Groupe E
| Rang | Équipe                 | Pts | J | G | N | P | Bp | Bc | Diff |  | Résultats (▼ dom., ► ext.) |     |     |     |     |
| ---- | ---------------------- | --- | - | - | - | - | -- | -- | ---- |  | -------------------------- | --- | --- | --- | --- |
| 1    | Jeonbuk Hyundai Motors | 12  | 6 | 4 | 0 | 2 | 14 | 5  | +9   |  | Jeonbuk Hyundai Motors     |     | 1-2 | 0-1 | 4-0 |
| 2    | Júbilo Iwata           | 12  | 6 | 4 | 0 | 2 | 14 | 11 | +3   |  | Júbilo Iwata               | 2-4 |     | 2-1 | 3-0 |
| 3    | Shanghai Shenhua       | 9   | 6 | 3 | 0 | 3 | 7  | 9  | -2   |  | Shanghai Shenhua           | 0-1 | 3-2 |     | 1-0 |
| 4    | BEC Tero Sasana        | 1   | 6 | 1 | 0 | 5 | 6  | 16 | -10  |  | BEC Tero Sasana            | 0-4 | 2-3 | 4-1 |     |

### Groupe F
| Rang | Équipe             | Pts | J | G | N | P | Bp | Bc | Diff |  | Résultats (▼ dom., ► ext.) |     |     |     |     |
| ---- | ------------------ | --- | - | - | - | - | -- | -- | ---- |  | -------------------------- | --- | --- | --- | --- |
| 1    | Dalian Shide       | 15  | 6 | 5 | 0 | 1 | 11 | 5  | +6   |  | Dalian Shide               |     | 2-0 | 3-1 | 2-1 |
| 2    | Hoang Anh Gia Lai  | 7   | 6 | 2 | 1 | 3 | 10 | 10 | 0    |  | Hoang Anh Gia Lai          | 3-1 |     | 0-1 | 5-1 |
| 3    | Krung Thai Bank FC | 7   | 6 | 2 | 1 | 3 | 8  | 11 | -3   |  | Krung Thai Bank FC         | 0-2 | 2-2 |     | 1-2 |
| 4    | PSM Makassar       | 6   | 6 | 2 | 0 | 4 | 9  | 12 | -3   |  | PSM Makassar               | 0-1 | 3-0 | 2-3 |     |

### Groupe G
| Rang | Équipe                | Pts | J | G | N | P | Bp | Bc | Diff |  | Résultats (▼ dom., ► ext.) |     |     |      |     |
| ---- | --------------------- | --- | - | - | - | - | -- | -- | ---- |  | -------------------------- | --- | --- | ---- | --- |
| 1    | Seongnam Ilhwa Chunma | 15  | 6 | 5 | 0 | 1 | 24 | 4  | +20  |  | Seongnam Ilhwa Chunma      |     | 0-1 | 15-0 | 2-0 |
| 2    | Yokohama Marinos      | 15  | 6 | 5 | 0 | 1 | 19 | 3  | +16  |  | Yokohama Marinos           | 1-2 |     | 4-0  | 6-0 |
| 3    | Persik Kediri         | 4   | 6 | 1 | 1 | 4 | 5  | 27 | -22  |  | Persik Kediri              | 1-2 | 1-4 |      | 1-0 |
| 4    | Pisico Binh Dinh      | 1   | 6 | 0 | 1 | 5 | 3  | 17 | -14  |  | Pisico Binh Dinh           | 1-3 | 0-3 | 2-2  |     |

## Phase finale à élimination directe
|  | Quarts de finale        | Quarts de finale        | Quarts de finale        | Quarts de finale        |                       |                       | Demi-finales          | Demi-finales          | Demi-finales          | Demi-finales          |  |  | Finale                           | Finale                           | Finale                           | Finale                           |
|  |                         |                         |                         |                         |                       |                       |                       |                       |                       |                       |  |  |                                  |                                  |                                  |                                  |
|  | 14 et 21 septembre 2004 | 14 et 21 septembre 2004 | 14 et 21 septembre 2004 | 14 et 21 septembre 2004 |                       |                       | 19 et 26 octobre 2004 | 19 et 26 octobre 2004 | 19 et 26 octobre 2004 | 19 et 26 octobre 2004 |  |  | 24 novembre et 1er décembre 2004 | 24 novembre et 1er décembre 2004 | 24 novembre et 1er décembre 2004 | 24 novembre et 1er décembre 2004 |
|  | 14 et 21 septembre 2004 | 14 et 21 septembre 2004 | 14 et 21 septembre 2004 | 14 et 21 septembre 2004 |                       |                       | 19 et 26 octobre 2004 | 19 et 26 octobre 2004 | 19 et 26 octobre 2004 | 19 et 26 octobre 2004 |  |  | 24 novembre et 1er décembre 2004 | 24 novembre et 1er décembre 2004 | 24 novembre et 1er décembre 2004 | 24 novembre et 1er décembre 2004 |
|  | Dalian Shide            | Dalian Shide            | 1                       | 0                       |                       |                       | 19 et 26 octobre 2004 | 19 et 26 octobre 2004 | 19 et 26 octobre 2004 | 19 et 26 octobre 2004 |  |  | 24 novembre et 1er décembre 2004 | 24 novembre et 1er décembre 2004 | 24 novembre et 1er décembre 2004 | 24 novembre et 1er décembre 2004 |
|  | Dalian Shide            | Dalian Shide            | 1                       | 0                       |                       |                       | 19 et 26 octobre 2004 | 19 et 26 octobre 2004 | 19 et 26 octobre 2004 | 19 et 26 octobre 2004 |  |  | 24 novembre et 1er décembre 2004 | 24 novembre et 1er décembre 2004 | 24 novembre et 1er décembre 2004 | 24 novembre et 1er décembre 2004 |
|  | Al Ittihad              | Al Ittihad              | 1                       | 1                       |                       |                       | 19 et 26 octobre 2004 | 19 et 26 octobre 2004 | 19 et 26 octobre 2004 | 19 et 26 octobre 2004 |  |  | 24 novembre et 1er décembre 2004 | 24 novembre et 1er décembre 2004 | 24 novembre et 1er décembre 2004 | 24 novembre et 1er décembre 2004 |
|  | Al Ittihad              | Al Ittihad              | 1                       | 1                       | Al Ittihad            | Al Ittihad            | 2                     | 2                     |                       |                       |  |  | 24 novembre et 1er décembre 2004 | 24 novembre et 1er décembre 2004 | 24 novembre et 1er décembre 2004 | 24 novembre et 1er décembre 2004 |
|  | 14 et 21 septembre 2004 |                         |                         |                         | Al Ittihad            | Al Ittihad            | 2                     | 2                     |                       |                       |  |  | 24 novembre et 1er décembre 2004 | 24 novembre et 1er décembre 2004 | 24 novembre et 1er décembre 2004 | 24 novembre et 1er décembre 2004 |
|  |                         |                         | Jeonbuk Hyundai Motors  | Jeonbuk Hyundai Motors  | 1                     | 2                     |                       |                       |                       |                       |  |  | 24 novembre et 1er décembre 2004 | 24 novembre et 1er décembre 2004 | 24 novembre et 1er décembre 2004 | 24 novembre et 1er décembre 2004 |
|  | Al Ain ClubT            | Al Ain ClubT            | Jeonbuk Hyundai Motors  | Jeonbuk Hyundai Motors  | 1                     | 2                     | 0                     | 1                     |                       |                       |  |  | 24 novembre et 1er décembre 2004 | 24 novembre et 1er décembre 2004 | 24 novembre et 1er décembre 2004 | 24 novembre et 1er décembre 2004 |
|  | Al Ain ClubT            | Al Ain ClubT            | 20 et 27 octobre 2004   |                         |                       |                       | 0                     | 1                     |                       |                       |  |  | 24 novembre et 1er décembre 2004 | 24 novembre et 1er décembre 2004 | 24 novembre et 1er décembre 2004 | 24 novembre et 1er décembre 2004 |
|  | Jeonbuk Hyundai Motors  | Jeonbuk Hyundai Motors  | 1                       | 4                       |                       |                       |                       |                       |                       |                       |  |  | 24 novembre et 1er décembre 2004 | 24 novembre et 1er décembre 2004 | 24 novembre et 1er décembre 2004 | 24 novembre et 1er décembre 2004 |
|  | Jeonbuk Hyundai Motors  | Jeonbuk Hyundai Motors  | 1                       | 4                       | Al Ittihad            | Al Ittihad            | 1                     | 5                     |                       |                       |  |  |                                  |                                  |                                  |                                  |
|  | 15 et 22 septembre 2004 |                         |                         |                         | Al Ittihad            | Al Ittihad            | 1                     | 5                     |                       |                       |  |  |                                  |                                  |                                  |                                  |
|  |                         |                         | Seongnam Ilhwa Chunma   | Seongnam Ilhwa Chunma   | 3                     | 0                     |                       |                       |                       |                       |  |  |                                  |                                  |                                  |                                  |
|  | Seongnam Ilhwa Chunma   | Seongnam Ilhwa Chunma   | Seongnam Ilhwa Chunma   | Seongnam Ilhwa Chunma   | 3                     | 0                     | 6                     | 5                     |                       |                       |  |  |                                  |                                  |                                  |                                  |
|  | Seongnam Ilhwa Chunma   | Seongnam Ilhwa Chunma   |                         |                         |                       |                       |                       |                       |                       |                       |  |  |                                  |                                  |                                  |                                  |
|  | Sharjah SC              | Sharjah SC              | 0                       | 2                       |                       |                       |                       |                       |                       |                       |  |  |                                  |                                  |                                  |                                  |
|  | Sharjah SC              | Sharjah SC              | 0                       | 2                       | Seongnam Ilhwa Chunma | Seongnam Ilhwa Chunma | 0                     | 2                     |                       |                       |  |  |                                  |                                  |                                  |                                  |
|  | 15 et 22 septembre 2004 |                         |                         |                         | Seongnam Ilhwa Chunma | Seongnam Ilhwa Chunma | 0                     | 2                     |                       |                       |  |  |                                  |                                  |                                  |                                  |
|  |                         |                         | Pakhtakor Tachkent      | Pakhtakor Tachkent      | 0                     | 0                     |                       |                       |                       |                       |  |  |                                  |                                  |                                  |                                  |
|  | Al-Wahda Club           | Al-Wahda Club           | Pakhtakor Tachkent      | Pakhtakor Tachkent      | 0                     | 0                     | 1                     | 0                     |                       |                       |  |  |                                  |                                  |                                  |                                  |
|  | Al-Wahda Club           | Al-Wahda Club           |                         |                         |                       |                       |                       | 0                     |                       |                       |  |  |                                  |                                  |                                  |                                  |
|  | Pakhtakor Tachkent      | Pakhtakor Tachkent      | 1                       | 4                       |                       |                       |                       |                       |                       |                       |  |  |                                  |                                  |                                  |                                  |
|  | Pakhtakor Tachkent      | Pakhtakor Tachkent      | 1                       | 4                       |                       |                       |                       |                       |                       |                       |  |  |                                  |                                  |                                  |                                  |
|  |                         |                         |                         |                         |                       |                       |                       |                       |                       |                       |  |  |                                  |                                  |                                  |                                  |

### Finale
| 24 novembre 2004 | Al Ittihad | 1 - 3 | Seongnam Ilhwa Chunma                                | Stade du Prince Abdullah Al-Faisal, Djeddah |  |
|                  | Tukar 28e  |       | 26e Laktionov · 80e Kim Do-hoon · 88e Jang Hak-young |                                             |  |

| 1er décembre 2004 | Seognam Ilhwa Chunma | 0 - 5 | Al Ittihad                                                | Seongnam 2 Stadium, Seongnam |
|                   |                      |       | 29e Tukar · 45+4e Idris · 56e, 78e Nour · 90+5e Abushgeer |                              |

| Ligue des champions de l'AFC Vainqueur 2004 |
| ------------------------------------------- |
| Drapeau de l'Arabie saoudite                |
| Al Ittihad Premier titre                    |